# Chiesa di San Felice a Ema
La chiesa di San Felice a Ema è un luogo di culto cattolico che si trova nell'omonima via all'estremità meridionale dell'abitato del Galluzzo, frazione di Firenze. È dedicata al santo presbitero Felice di Nola.

## Storia e descrizione

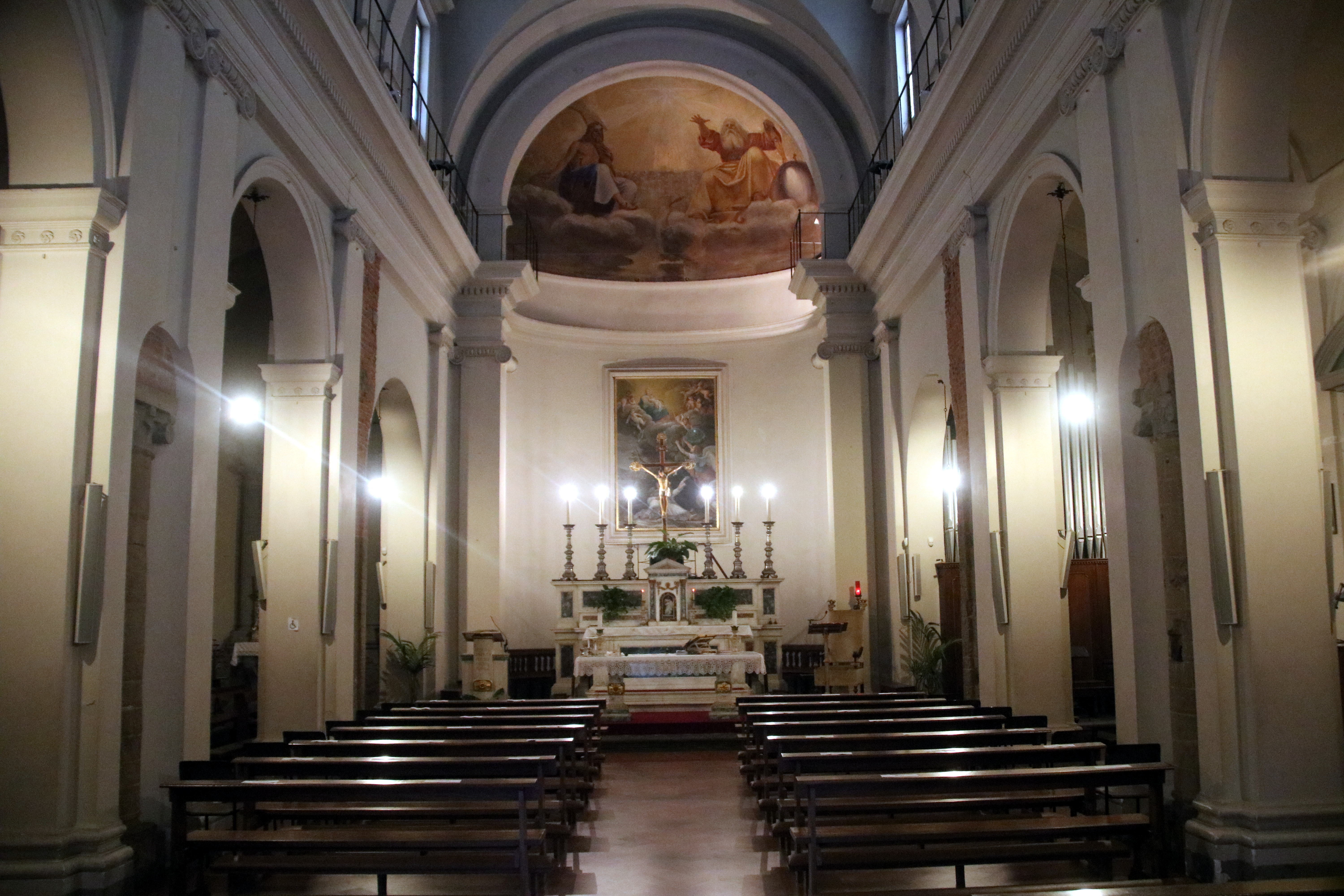
L'interno

Anteriore al Mille, fu dall'XI secolo di patronato del monastero di San Pier Maggiore finché non divenne collegiata nel '200 e propositura nel 1748.
Sul portale centrale della facciata romanica, lunetta in marmo bianco e verde; sull'architrave, stemma collocato nel 1532 dal parroco Pietro Della Luna, nominato da Leone X. L'interno è a tre navate con volta a botte; la struttura originaria venne celata sotto un'elegante architettura neoclassica nel 1791. I restauri del 1966 hanno riportato alla luce i capitelli delle colonne romaniche. Mentre agli altari vi sono dipinti del '600 e del '700, in canonica è conservata la parte centrale del polittico di Giovanni del Biondo con la Madonna col Bambino e membri della famiglia Compagni (1387).

### Compagnia della Santissima Annunziata
A fianco della chiesa, vi sono alcuni edifici. L'edificio più a sinistra, che confina con il cimitero, è la Compagnia della Santissima Annunziata. La Compagnia, dopo essere stata chiusa ai fedeli nel 1983, per danni gravissimi alle strutture esterne e interne, nel 2015 è stata riaperta e ora si mostra quasi in tutta la sua bellezza, con la volta affrescata e il quadro dell'Annunciazione sopra l'altare restaurato.
I quadri degli Apostoli, disposti simmetricamente sulle pareti di destra e di sinistra, sono invece ancora da restaurare.

### Cimitero
Accanto alla chiesa si trova un piccolo cimitero, a gestione comunale. Sebbene sia quasi privo di sepolture monumentali, vi sono sepolti alcuni personaggi illustri: Eugenio Montale e la moglie Drusilla Tanzi, Plinio Nomellini, Fausto Melotti, Félicie de Fauveau, Piero Santi, Giacomo Conti. Tra le cappelle private spicca quella Merlini, realizzata per una famiglia di artisti nel 1920, e decorata da pitture e sculture.